# Tom Jones (pilot)
 Tom Jones  va ser un pilot de curses automobilístiques estatunidenc que va arribar a disputar curses de Fórmula 1.
Va néixer el 26 d'abril del 1943 a Dallas, Texas, Estats Units.

## A la F1
Tom Jones va debutar a la vuitena cursa de la temporada 1967 (la divuitena temporada de la història) del campionat del món de la Fórmula 1, disputant el 27 d'agost del 1967 el GP del Canadà al circuit de Mosport Park.
Va participar en una única cursa puntuable pel campionat de la F1, no arribant a qualificar-se per disputar la cursa al patir problemes elèctrics a la qualificació i per això no va assolir cap punt pel campionat del món de pilots.

## Resultats a la Fórmula 1
| Any  | Equip     | Xassís | Motor  | 1   | 2   | 3   | 4   | 5   | 6   | 7   | 8       | 9   | 10  | 11  | Posició | Punts |
| ---- | --------- | ------ | ------ | --- | --- | --- | --- | --- | --- | --- | ------- | --- | --- | --- | ------- | ----- |
| 1967 | Tom Jones | Cooper | Climax | SUD | MON | HOL | BEL | FRA | GBR | ALE | CAN NVQ | ITA | USA | MEX | -       | 0     |

### Resum
| Curses: | Victòries: | Pòdiums: | Poles: | Voltes ràpides: | Punts: |
| ------- | ---------- | -------- | ------ | --------------- | ------ |
| 1       | 0          | 0        | 0      | 0               | 0      |